# かたおもい (アルバム)
『かたおもい』は、飯塚雅弓の1枚目のオリジナルアルバム、およびそれに収録されている楽曲のタイトル。1997年8月27日にパイオニアLDCから発売された。

## 概要
飯塚の最初のアルバムで、歌手デビューとなった作品。また、2曲目「SALAD DAYS」と9曲目「青い夕暮れ」では初となる作詞も手掛けている。
初回限定版はBOXパッケージ仕様となっており、ポストカードが封入。
4曲目「かたおもい」は、飯塚の歌手活動20年を記念したアルバム『Peace Ring』で「かたおもい〜20th acoustic ver.〜」としてセルフカバーしている。

## 批評
『CDジャーナル』は、「どこかアンニュイな雰囲気も漂う彼女の歌声。清純な恋心と大人の女の持つ艶っぽい声。そんな二面性が同居した1枚」と評した。

## 収録内容
| #         | タイトル               | 作詞         | 作曲       | 編曲       | 時間  |
| --------- | ---------------------- | ------------ | ---------- | ---------- | ----- |
| 1.        | 「完ペキなスマイル」   | 長谷川智樹   | 長谷川智樹 | 長谷川智樹 | 4:00  |
| 2.        | 「SALAD DAYS」         | 飯塚雅弓     | 小西真理   | 長谷川智樹 | 4:22  |
| 3.        | 「天使のパラダイス」   | 中島えりな   | 村上光国   | 村上光国   | 5:21  |
| 4.        | 「かたおもい」         | 大津美紀     | 大津美紀   | 長谷川智樹 | 5:08  |
| 5.        | 「ロマンチックだね」   | 室生あゆみ   | 室生あゆみ | 長谷川智樹 | 3:53  |
| 6.        | 「初秋」               | 岡崎律子     | 岡崎律子   | 長谷川智樹 | 4:46  |
| 7.        | 「いたいのとんでけ」   | ビーンズ豆田 | 大津美紀   | 長谷川智樹 | 3:23  |
| 8.        | 「口笛でル・ラ・ラ」   | 岡崎律子     | 岡崎律子   | 長谷川智樹 | 3:24  |
| 9.        | 「青い夕暮れ」         | 飯塚雅弓     | 解良保哉   | 長谷川智樹 | 5:03  |
| 10.       | 「ブルーのストーリー」 | 大津美紀     | 長谷川智樹 | 長谷川智樹 | 3:54  |
| 合計時間: | 合計時間:              | 合計時間:    | 合計時間:  | 合計時間:  | 43:33 |

## 参加ミュージシャン
| 完ペキなスマイル - Piano：佐山雅弘 - Guitars & Organ & Synthesizer：長谷川智樹 SALAD DAYS - Acoustic Guitar：千代正行 - Piano：島健 - Bass：渡辺直樹 - Drums：長谷部徹 - Guitars & Synthesizer：長谷川智樹 天使のパラダイス - Guitars & Synthesizer：村山光国 - Chorus：中島えりな かたおもい - Piano & Pianica：大津美紀 - Acoustic Guitar：田代精一郎 - W Bass：加瀬達 - Percussions：菅原裕紀 ロマンチックだね - Guitars & Organ & Synthesizer：長谷川智樹 | 初秋 - Acoustic Guitar：千代正行 - Piano：島健 - Chorus：岡崎律子 いたいのとんでけ - Piano：島健 - Bass：渡辺直樹 - Drums：長谷部徹 - Percussions：木村キムチ誠 - Guitars & Organ & Synthesizer：長谷川智樹 口笛でル・ラ・ラ - Accordion：風間文彦 - Percussions：Whacho - Guitars & Synthesizer & Chorus：長谷川智樹 - Chorus：岡崎律子 青い夕暮れ - Flugel：数原晋 - Acoustic Guitar：千代正行 - Piano：島健 - Bass：渡辺直樹 - Drums：長谷部徹 - Percussions：木村キムチ誠 - Guitars & Synthesizer：長谷川智樹 ブルーのストーリー - Piano：佐山雅弘 - Guitars & Synthesizer：長谷川智樹 |

## タイアップ
| 楽曲               | タイアップ                                                                                                   |
| ------------------ | --- |
| 完ペキなスマイル   | 文化放送『愛と由美のあぁぁ新天地!』内「ハッピーパイン」オープニングテーマ                                    |
| かたおもい         | 文化放送『愛と由美のあぁぁ新天地！』エンディングテーマ テレビアニメ『新・天地無用!』第24話エンディングテーマ |
| いたいのとんでけ   | 文化放送『週刊アニメージュ 飯塚雅弓のまだまだ日曜日だよ!』エンディングテーマ                                 |
| ブルーのストーリー | 文化放送『週刊アニメージュ 飯塚雅弓のまだまだ日曜日だよ!』エンディングテーマ                                 |